# 1645
1645 (MDCXLV) byl rok, který dle gregoriánského kalendáře započal nedělí.

## Události
- 6. března – V bitvě u Jankova dosáhla švédská vojska nad císařskými drtivého vítězství, ze kterého se rakouská armáda dlouho nevzpamatovala. Švédové poté odtáhli k Vídni, ale kvůli začínajícím mírovým rozhovorům se stočili k Brnu
- 3. května až 15. srpna – Neúspěšné obléhání Brna švédským vojskem. Pod vrchním velením plukovníka Ludvíka Raduita de Souches čítala brněnská posádka 176 vojáků na Špilberku (hradní posádce velel Skot pplk. George Ogilvi), 1000 dobrovolníků z řad občanů města a 300 vojáků, kteří přijeli městu na pomoc. Švédská armáda čítala 28 000 vojáků pod velením gen. Lennarta Torstensona.
- 12. až 15. října – V Třebíči pobývali vojáci Lennarta Torstensona, kteří táhli na Brno.
- 13. srpna – V Brömsebro byla podepsána mírová dohoda, tím skončila Torstenssonova válka. Dánsko přišlo ve prospěch Švédska o Jämtland a Härjedalen, ostrovy Øsel a Gotland.
- Od 28. srpna do 21. listopadu  – V Toruni probíhaly interkonfesní rozhovory Colloquium charitativum.

### Probíhající události
- 1568–1648 – Nizozemská revoluce
- 1568–1648 – Osmdesátiletá válka
- 1618–1648 – Třicetiletá válka
- 1635–1659 – Francouzsko-španělská válka
- 1642–1651 – Anglická občanská válka
- 1643–1645 – Kieftova válka

## Narození

#### Česko
- Jiří Adam II. Bořita z Martinic, šlechtic z rodu Martiniců, císařský tajný rada († 24. července 1714)
- Lukáš Volný, ovčák a lidový básník

#### Svět
- 11. ledna – Mathias Rauchmiller, malíř, sochař a řezbář německého původu († 15. února 1686)
- 09. února – Johann Aegidius Bach, německý varhaník, violista a ředitel orchestru v Erfurtu († 22. listopadu 1716)
- 22. února – Johann Ambrosius Bach, německý hudební skladatel a otec Johanna Sebastiana Bacha († 2. března 1695)
- 14. května – François de Callières, francouzský diplomat a spisovatel († 4. března 1717)
- 29. května – Isabella Tomasiová, italská katolická řeholnice, sestra kardinála Giuseppe Maria Tomasiho († 16. října 1690)
- 15. června – Sidney Godolphin, anglický státník a hrabě († 15. září 1712)
- 07. července – Karel Theodor Otto ze Salmu, německý šlechtic, vojevůdce, dvořan a státník († 10. listopadu 1710)
- 16. srpna – Jean de La Bruyère, francouzský spisovatel a filosof († 10. května 1696)
- 21. září – Louis Jolliet, francouzsko-kanadský obchodník s kožešinami, cestovatel, objevitel a kartograf († 1700)
- neznámé datum
  - únor – François de Troy, francouzský malíř a portrétista († 1. května 1730)
  - Maria Rampendahl, „čarodějnice“ († 1705)
  - Francis Callières, francouzský diplomat a spisovatel († 1717)
  - Maurits Post, architekt holandského zlatého věku († 6. června 1677)
  - Đorđe Branković, sedmihradský a valašský diplomat srbské národnosti († 1711)

## Úmrtí

#### Česko
- 04. května – Jáchym Oldřich Slavata z Chlumu a Košumberka, šlechtic z rodu Slavatů (* 1606)
- 29. května – Adam Christian Agricola, dvorní kazatel v Královci (* 24. prosince 1593)
- 01. října – Benedikt Waltenberger, opat kláštera v Zábrdovicích (* 1581)
- 08. října – Ladislav Burian z Valdštejna, šlechtic z žehušické větve rodu Valdštejnů (* 1596)

#### Svět
- 10. ledna – William Laud, anglický duchovní (* 7. října 1573)
- 30. ledna – Mary Ward, anglická řeholnice, zakladatelka Kongregace Ježíšovy (* 23. ledna 1585)
- 05. března – Johann Götz, lüneburský šlechtic a polní maršál (* 1599)
- 29. května – Adam Christian Agricola, evangelický kazatel (* 24. prosince 1593)
- 13. června – Musaši Mijamoto, japonský šermíř (* 1584)
- 30. června – Leonard VII. z Harrachu, rakouský šlechtic, politik a dvořan (* 4. června 1594)
- 07. července – Jiří Fridrich Hohenlohe, voják a básník (* 5. září 1569)
- 16. července – Mučedníci z Natalu, skupina brazilských římskokatolických duchovních
- 17. července – Robert Carr, 1. hrabě ze Somersetu, skotský a anglický politik (* cca 1587)
- 22. července – Gaspar de Guzmán, španělský grand, favorit krále Filipa IV. (* 6. ledna 1587)
- 23. července – Michail Fjodorovič, první ruský car z dynastie Romanovců (* 22. července 1596)
- 01. srpna – Georg Schönberger, jezuitský teolog, rektor olomoucké univerzity (* 1597)
- 18. srpna – Jevdokija Lukjanovna Strešněvová, ruská carevna, manželka Michaila Fjodoroviče (* 1608)
- 28. srpna – Hugo Grotius, holandský právník, dramatik a básník (* 10. dubna 1583)
- 08. září – Francisco de Quevedo, španělský spisovatel (* 14. září 1580)
- 11. září – Mikuláš Esterházi, uherský šlechtic (* 8. dubna 1583)
- 16. září – svatý Jan Macías, dominikánský misionář v Peru (* 2. března 1585)
- 24. září – William Lawes, anglický skladatel a hudebník (* duben 1602)
- 10. října – Jürgen Pavels, obchodník, člen městské rady a úředník v Lübecku (* 1568)
- 28. prosince
  - Gaspar de Borja y Velasco, španělský římskokatolický duchovní (* 26. června 1580)
  - Giovanni Battista Carlone, italský architekt raně barokní epochy (* 1580/90)
- neznámé datum
  - Li C’-čcheng, čínský bojovník (* 22. září 1606)

## Hlavy států
- Anglie – Karel I. (1625–1649)
- Francie – Ludvík XIV. (1643–1715)
- Habsburská monarchie – Ferdinand III. (1637–1657)
- Osmanská říše – Ibrahim I. (1640–1648)
- Polsko-litevská unie – Vladislav IV. Vasa (1632–1648)
- Rusko – Michail I. (1613–1645) / Alexej I. (1645–1676)
- Španělsko – Filip IV. (1621–1665)
- Švédsko – Kristýna I. (1632–1654)
- Papež – Inocenc X. (1644–1655)
- Perská říše – Abbás II.